# JaMychal Green
JaMychal Green (* 21. Juni 1990 in Montgomery, Alabama) ist ein US-amerikanischer Basketballspieler, der derzeit bei den Golden State Warriors in der National Basketball Association (NBA) unter Vertrag steht. Green spielte College-Basketball für die Alabama Crimson Tide der University of Alabama. Zwischenzeitlich war Green auch für Mannschaften der NBA G-League aktiv.

## Highschool-Karriere
Green besuchte das St. Jude Educational Institute in seiner Heimatstadt Montgomery (Alabama) und spielte für das dortige Basketballteam. In den Jahren 2006 und 2008 konnte das Team die Meisterschaft der Alabama High School Athletic Association gewinnen. 2006 wurde Green zum wertvollsten Spieler (MVP) des Turniers gewählt. Er erzielte in seiner Highschool-Karriere mehr als 2.500 Punkte sowie einige Auszeichnungen, darunter den Titel zum „Alabama Mr. Basketball“ (2008).

## College-Karriere
Auch die Collegezeit verbrachte Green in seinem Heimatbundesstaat. Im ersten Jahr an der University of Alabama stand Green mit einer Ausnahme beinahe in allen 32 Spielen der Saison in der Startaufstellung und konnte im Durchschnitt 11,6 Punkte und 7,9 Rebounds auflegen. Dabei gelangen ihm fünf Double-Doubles, darunter vier in aufeinanderfolgenden Spielen. Green wurde nach der Saison in die All-Freshman-Auswahl der Southeastern Conference (SEC) berufen
Während seiner Sophomore-Saison wurde er Neunter in der SEC beim Rebounding (durchschnittlich 7,2) und 17. im Bereich der Punkte (durchschnittlich 14,1). In dieser Saison konnte Green bei einem Sieg über die Mercer Bears seine Collegehöchstwerte von 27 Punkten und 13 Rebounds auflegen. Hierfür wurde er zum SEC-Spieler der Woche ernannt.
Zu Beginn seiner Junior-Saison (2010/11) änderte Green seine Nummer von 32 auf 1. Am Ende der Saison wurde er in das All-SEC-First-Team berufen. In seinem letzten Jahr (2011/12) erfolgte der Ruf in das All-SEC-Second-Team.

## Profikarriere

### G-League und Frankreich
Green hatte sich zur NBA-Draft 2012 gemeldet, wurde jedoch von keinem Team ausgewählt. Er erhielt jedoch die Möglichkeit, sich den San Antonio Spurs für die NBA Summer League 2012 anzuschließen. Am 22. Oktober 2012 unterschrieb er dann einen Vertrag bei den Spurs, der jedoch bereits am 26. Oktober wieder aufgehoben wurde. Am 1. November wurde er von den Austin Toros (NBA G-League) übernommen. In 40 Spielen für die Toros in der Saison 2012/13 erzielte er durchschnittlich 12,3 Punkte, 8,1 Rebounds und 1,4 Assists pro Spiel.
Ab Juli 2013 spielte Green bei den Los Angeles Clippers in der NBA Summer League 2013. Am 30. September 2013 unterschrieb er bei den Clippers, wurde jedoch bereits am 8. Oktober wieder entlassen. Am 31. Oktober unterschrieb er für die Saison 2013/14 beim französischen Team Chorale Roanne Basket in der LNB Pro A, der ersten französischen Liga. In 25 Spielen für den Verein erzielte er durchschnittlich 11,8 Punkte und 6,6 Rebounds pro Spiel. Das Team stieg am Ende der Saison in die LNB Pro B ab.
Im Juli 2014 konnte Green erneut für die San Antonio Spurs in der NBA Summer League 2014 auflaufen. Am 6. August 2014 unterschrieb er bei den Spurs, doch auch dieses Mal wurde der Vertrag wieder aufgelöst (am 25. Oktober). Am 1. November wurde er von den Austin Spurs (dem Nachfolgeteam der Austin Toros, für die er bereits gespielt hatte) übernommen.

### San Antonio Spurs (2015)
Am 18. Januar 2015 unterzeichnete er einen 10-Tage-Vertrag bei den San Antonio Spurs und gab beim Sieg gegen die Utah Jazz sein NBA-Debüt an der Seite von Spielern wie Kawhi Leonard und Tim Duncan. Nach Ablauf seines Vertrags am 28. Januar beschlossen die Spurs, Green nicht weiter zu verpflichten. Green hatte zu diesem Zeitpunkt vier Spiele für die Spurs absolviert und dabei acht Punkte erzielt.

### Memphis Grizzlies (2015–2019)
Am 2. Februar 2015 unterzeichnete Green dann einen 10-Tage-Vertrag bei den Memphis Grizzlies. Am 19. Februar unterzeichnete er einen zweiten 10-Tage-Vertrag mit den Grizzlies und dann einen regulären Mehrjahresvertrag am 2. März. Nach einigen Umwegen über die G-League und den Auslandsaufenthalt in Frankreich gelang es ihm in der Folgezeit, sich in der NBA zu etablieren.
In der Saison 2015/16 spielte er bereits in der ersten Saisonhälfte als Bankspieler einige Minuten. Aufgrund einiger Verletzungen im Team erhöhte sich seine Spielzeit nach der All-Star-Game-Pause noch deutlich. Am 6. März 2016 erzielte er bei einer Niederlage gegen die Phoenix Suns seinen zwischenzeitlichen Karrierehöchstwert von 17 Punkten. Am 9. März konnte er bei der Niederlage gegen die Boston Celtics erneut 17 Punkte erzielen, zudem trug er 13 Rebounds (ebenfalls zwischenzeitlicher Karrierehöchstwert) bei. Zwei Tage später konnte er beim 121:114-Overtimesieg gegen die New Orleans Pelicans einen neuen persönlichen Höchstwert von 21 Punkten erzielen. Green fungierte in dieser Saison noch hauptsächlich als Bankspieler, er bestritt 78 Spiele in dieser Saison, davon jedoch nur 15 als Teil der Startaufstellung. Mit 42 Siegen bei 40 Niederlagen konnten die Grizzlies als Siebtplatzierter der Western Conference die Playoffs erreichen. Dort unterlagen sie jedoch dem früheren Team Greens, den San Antonio Spurs, in der ersten Runde mit 0:4.
Die Saison 2016/17 begann Green mit Höchstwerten im Reboundbereich (17 Rebounds beim Spiel gegen die New Orleans Pelicans sowie 18 Rebounds gegen die Portland Trail Blazers). Am 4. Februar 2017 erzielte er einen neuen Karrierehöchstwert von 29 Punkten beim Sieg gegen die Minnesota Timberwolves. Green konnte sich in dieser Saison als Starter etablieren: Er stand in 77 Spielen auf dem Platz, davon in 75 als Teil der Startaufstellung. Mit 43 Siegen bei 39 Niederlagen verbesserten sich die Grizzlies in dieser Saison nur leicht und erreichten wieder als siebtplatziertes Team der Western Conference die Playoffs. Erneut unterlag man dort in der ersten Runde den San Antonio Spurs.
Nach der Saison 2016/17 wurde Green ein eingeschränkter Free Agent. Am 27. September 2017 unterzeichnete Green einen Zweijahresvertrag mit den Grizzlies über 17 Millionen US-Dollar. Nach der Saison zeigten die Statistiken für Green im Bereich der Punkte einen neuen Bestwert: Mit durchschnittlich 10,3 Punkten pro Spiel war er in dieser Kategorie zum ersten Mal zweistellig. Auch im Bereich der Rebounds (8,4 pro Spiel) und der Assists (1,4 pro Spiel) gelangen ihm neue statistische Höchstwerte. Aufgrund von Verletzungen konnte Green jedoch nur 55 Spiele bestreiten (davon 54 als Teil der Startaufstellung). Mit nur 22 Siegen bei 60 Niederlagen wurden die Grizzlies jedoch Vorletzter der Western Conference und verpassten die Playoffs deutlich.
Zu Beginn der Saison 2018/19 verletzte sich Green nach wenigen Spielen und fiel für zwölf Spiele mit einem gebrochenen Kiefer aus. Nach seiner Rückkehr wechselte er in eine Reserverolle und erzielte am 7. Dezember beim 107:103-Sieg gegen die New Orleans Pelikans seinen Saisonhöchstwert von 24 Punkten. Am 12. Januar verzeichnete er erneut 24 Punkte und konnte zudem 11 Rebounds bei der 108:112-Niederlage gegen die Miami Heat verzeichnen.

### Los Angeles Clippers (2019–2020)
Am 7. Februar 2019 wurde Green kurz vor der Trading-Deadline gemeinsam mit Garrett Temple im Tausch für Avery Bradley an die Los Angeles Clippers abgegeben. Dort spielte er in den verbliebenen Saisonspielen noch 24 Mal, stand dabei jedoch nur zweimal in der Startaufstellung. Die Clippers rutschten als achtplatziertes Team der Western Conference noch in die Playoffs, mussten sich dort jedoch dem späteren Finalisten Golden State Warriors mit 2:4 geschlagen geben.
Ab der Saison 2019/20 spielte Green wieder mit seinem früheren Teamkollegen aus San Antonio, Kawhi Leonard, zusammen, der vom Meister Toronto Raptors zu den Clippers gekommen war. Green avancierte zu einem verlässlichen Bankspieler, der durchschnittlich etwa 20 Minuten Spielzeit bekam und dabei im Schnitt über 6 Punkte und über 6 Rebounds pro Spiel auflegen konnte.

### Denver Nuggets (2020–2022)
Zur Saison 2020/21 wurde Green an die Denver Nuggets abgegeben, wo er in zwei Spielzeiten 125 Spiele absolvierte und dabei 13 Mal in der Startformation stand.

### Golden State Warriors (seit 2022)
Seit der Saison 2022/23 steht Green bei den Golden State Warriors unter Vertrag.

## Statistiken

### NBA
Reguläre Saison
| Saison  | Team          | GP  | GS  | MPG  | FG % | 3P % | FT % | RPG | APG | SPG | BPG | PPG  |
| ------- | ------------- | --- | --- | ---- | ---- | ---- | ---- | --- | --- | --- | --- | ---- |
| 2014–15 | San Antonio   | 4   | 0   | 6.3  | .571 | .000 | –    | 1.5 | 0.0 | 0.0 | 0.5 | 2.0  |
| 2014–15 | Memphis       | 20  | 1   | 7.0  | .575 | .000 | .800 | 2.0 | 0.2 | 0.3 | 0.2 | 2.7  |
| 2015–16 | Memphis       | 78  | 15  | 18.5 | .465 | .333 | .752 | 4.8 | 0.9 | 0.6 | 0.4 | 7.4  |
| 2016–17 | Memphis       | 77  | 75  | 27.3 | .500 | .382 | .802 | 7.1 | 1.1 | 0.6 | 0.4 | 8.9  |
| 2017–18 | Memphis       | 55  | 54  | 28.0 | .457 | .339 | .721 | 8.4 | 1.4 | 0.6 | 0.5 | 10.3 |
| 2018–19 | Memphis       | 41  | 4   | 22.0 | .484 | .396 | .788 | 6.1 | 0.9 | 0.8 | 0.6 | 9.8  |
| 2018–19 | L.A. Clippers | 24  | 2   | 19.6 | .482 | .413 | .810 | 6.5 | 0.6 | 0.5 | 0.3 | 8.7  |
| 2019–20 | L.A. Clippers | 63  | 1   | 20.7 | .429 | .387 | .750 | 6.2 | 0.8 | 0.5 | 0.4 | 6.8  |
| 2020–21 | Denver        | 58  | 5   | 19.3 | .463 | .399 | .807 | 4.8 | 0.9 | 0.4 | 0.4 | 8.1  |
| 2021–22 | Denver        | 67  | 8   | 16.2 | .486 | .266 | .871 | 4.2 | 0.9 | 0.6 | 0.4 | 6.4  |
| 2022–23 | Golden State  | 57  | 1   | 14.0 | .540 | .378 | .776 | 3.6 | 0.9 | 0.4 | 0.4 | 6.4  |
| Gesamt  | Gesamt        | 544 | 166 | 20.1 | .477 | .368 | .784 | 5.5 | 0.9 | 0.5 | 0.4 | 7.7  |

Playoffs
| Saison  | Team          | GP | GS | MPG  | FG % | 3P % | FT %  | RPG | APG  | SPG | BPG | PPG  |
| ------- | ------------- | -- | -- | ---- | ---- | ---- | ----- | --- | ---- | --- | --- | ---- |
| 2014–15 | Memphis       | 5  | 0  | 1.6  | .000 | .000 | 1.000 | 0.6 | 0.0  | 0.2 | 0.2 | 0.4  |
| 2015–16 | Memphis       | 4  | 0  | 18.0 | .545 | .000 | .500  | 3.8 | '0.8 | 0.8 | 1.3 | 6.8  |
| 2016–17 | Memphis       | 4  | 2  | 19.7 | .472 | .438 | 1.000 | 3.3 | 0.3  | 0.0 | 0.0 | 7.3  |
| 2018–19 | L.A. Clippers | 6  | 3  | 23.5 | .535 | .522 | .800  | 5.3 | 0.8  | 0.7 | 0.0 | 11.0 |
| 2019–20 | L.A. Clippers | 13 | 0  | 17.1 | .564 | .435 | .778  | 3.8 | 0.5  | 0.2 | 0.2 | 6.1  |
| 2020–21 | Denver        | 10 | 0  | 19.0 | .444 | .300 | .889  | 5.2 | 1.1  | 0.2 | 0.2 | 5.4  |
| 2021–22 | Denver        | 5  | 0  | 13.8 | .375 | .200 | 1.000 | 2.4 | 0.4  | 0.0 | 0.2 | 4.0  |
| 2022–23 | Golden State  | 5  | 1  | 7.0  | .500 | .385 | 1.000 | 1.0 | 0.6  | 0.0 | 0.2 | 4.2  |
| Gesamt  | Gesamt        | 54 | 6  | 15.8 | .498 | .402 | .826  | 3.5 | 0.6  | 0.2 | 0.2 | 5.8  |

Stand: 5. Mai 2023

### College
| Saison  | Team    | GP  | GS  | MPG  | FG % | 3P %  | FT % | RPG | APG | SPG | BPG | PPG  |
| ------- | ------- | --- | --- | ---- | ---- | ----- | ---- | --- | --- | --- | --- | ---- |
| 2008–09 | Alabama | 32  | 31  | 24.8 | .538 | –     | .710 | 7.6 | 0.8 | 0.9 | 1.6 | 10.3 |
| 2009–10 | Alabama | 31  | 28  | 27.0 | .495 | 0.000 | .695 | 7.2 | 1.1 | 0.9 | 1.7 | 14.1 |
| 2010–11 | Alabama | 34  | 33  | 27.9 | .508 | –     | .737 | 7.5 | 1.4 | 1.4 | 2.1 | 15.5 |
| 2011–12 | Alabama | 26  | 22  | 29.2 | .546 | 0.200 | .690 | 7.4 | 1.8 | 0.7 | 1.5 | 14.0 |
| Gesamt  | Gesamt  | 123 | 114 | 27.2 | .519 | 0.100 | .711 | 7.4 | 1.2 | 1.0 | 1.7 | 13.5 |

## Auszeichnungen
- 2008 McDonald’s All-American Boys Game
- 2008 Alabama Mr. Basketball
- 2008 Third-team Parade All-America
- 2008–09 SEC All-Freshman
- 2010–11 All-SEC-First-Team
- 2011–12 All-SEC-Second-Team
- NBA D-League All-Rookie Second Team (2013)
- NBA D-League All-Star (2015)